# Michanowicze (agromiasteczko)
Michanowicze (biał. Міханавічы, ros. Михановичи) – agromiasteczko na Białorusi, w obwodzie mińskim, w rejonie mińskim, w sielsowiecie Michanowicze.
Powstało przy stacji kolejowej Michanowicze na linii Mińsk - Homel.